# Бриттэн, Колин
Колин Бриттэн (англ. Colin Brittain, род. 29 декабря 1986, Нашвилл, Теннеси, США) — американский музыкант и продюсер, барабанщик рок-группы Linkin Park. До прихода в Linkin Park он продюсировал и работал с группами Papa Roach, Dashboard Confessional, 5 Seconds of Summer, Miyavi, One Ok Rock и другими.

## Карьера
Бриттэн начал свою карьеру барабанщика в группе Oh No Fiasco, а продюсированием занимался уже с 15 лет, признаваясь, что ему нравится продюсировать другие группы, когда можно охватить всю картину, а не только один инструмент.
5 сентября 2024 года Linkin Park объявили о своём возвращении. Колин Бриттэн стал новым барабанщиком группы вместо покинувшего коллектив Роба Бурдона, место Честера Беннингтона заняла Эмили Армстронг.

## Дискография
| Год  | Группа              | Песня | Альбом                                                       | Лейбл                         | Роль                                  |
| ---- | ------------------- | --- | ------------------------------------------------------------ | ----------------------------- | ------------------------------------- |
| 2014 | Dark Waves          | «Outsider» | Dark Waves                                                   | Five Seven Music              | продюсер, соавтор, сведение           |
| 2014 | 5 Seconds of Summer | «Never Be», «Tomorrow Never Dies» | 5 Seconds of Summer                                          | Capitol Records               | продюсер, инженер, сведение           |
| 2014 | Beautiful Bodies    | | Battles                                                      | Epitaph Records               | соавтор, продюсер, инженер, сведение  |
| 2015 | Ghost Town          | «Evolution» | Evolution                                                    | Fueled by Ramen               | продюсер, автор                       |
| 2015 | One Ok Rock         | «Take me to the top», «Cry Out», «Good Goodbye» | 35xxxv                                                       | A-Sketch                      | продюсер, соавтор, сведение           |
| 2015 | Avicii              | «The Nights» | The Days / Nights EP                                         | Island Records                | гитара                                |
| 2016 | Aimer               | «Insane dream», «Closer», «Falling Alone» | daydream                                                     | SME Records                   | арранжировщик                         |
| 2016 | Hello Sleepwalkers  | «Eyes to the Skies» | Planless Perfection                                          | A-Sketch                      | продюсер, соавтор, композитор-соавтор |
| 2017 | League of Legends   | «Legends Never Die» |                                                              | Riot Games                    | вокальный продюсер                    |
| 2017 | One Ok Rock         | «Ambitions-Introduction-», «Bombs away», «We are», «20/20», «Jaded», «Hard To Love», «I was King», «Listen», «Bon Voyage», «Start Again», «Take what you want»                 | Ambitions                                                    | A-Sketch Fueled by Ramen      | продюсер                              |
| 2017 | Логан Хендерсон     | «Sleepwalker», «Bite My Tongue», «Speak of the Devil» | Echoes of Departure and the Endless Street of Dreams — Pt. 1 | Herø                          | композитор, автор, продюсер           |
| 2017 | Papa Roach          | «Crooked Teeth», «My Medication», «Periscope», «Help», «Sunrise Trailer Park», «Traumatic», «None of the Above»                                                                | Crooked Teeth                                                | Eleven Seven Music            | композитор, продюсер, сведение        |
| 2017 | All Time Low        | «Dirty Laundry», «Nice2KnoU», «Afterglow», «Good Times» | Last Young Renegade                                          | Fueled by Ramen               | композитор, продюсер, сведение        |
| 2018 | Hands Like Houses   | | Anon                                                         | Hopeless Records              | композитор, автор, продюсер           |
| 2018 | All Time Low        | «Everything Is Fine», «Birthday» | синглы                                                       | Fueled by Ramen               | композитор, продюсер, сведение        |
| 2018 | Basement            | | Beside Myself                                                | Fueled By Ramen Run For Cover | продюсер, дополнительный музыкант     |
| 2018 | From Ashes to New   | «Nowhere to Run» | The Future                                                   | Better Noise Records          | композитор, продюсер, сведение        |
| 2018 | Кит Уоллен          | «Four Letter Words», «Summer Sunday» | внеальбомные синглы                                          | без лейбла                    | продюсер                              |
| 2019 | Papa Roach          | «The Ending», «Renegade Music», «Not the Only One», «Who Do You Trust?», «Elevate», «Come Around», «Feel Like Home», «Problems», «I Suffer Well», «Maniac», «Better Than Life» | Who Do You Trust?                                            | Eleven Seven Music            | композитор, автор, продюсер, сведение |
| 2019 | One Ok Rock         | «Worst In Me» | Eye of the Storm                                             | A-Sketch                      | композитор, продюсер, сведение        |
| 2019 | Dreamers            | «Vampire in the Sun» | Launch, Fly, Land                                            | Fairfax Recordings            | композитор, продюсер, сведение        |
| 2019 | A Day to Remember   | | You’re Welcome                                               | Fueled by Ramen               | композитор, продюсер, сведение        |
| 2021 | Кит Уоллен          | «Blue» | This World or the Next                                       | BMG                           | соавтор                               |
| 2022 | 5 Seconds of Summer | «You Don’t Go To Parties», «TEARS!», | 5SOS5                                                        | BMG                           | композитор, продюсер, сведение, автор |
| 2022 | FIVE NEW OLD        | «Happy Sad», «My New Me» | Departure : My New Me                                        | Warner Music Japan            | продюсер                              |
| 2023 | Story of the Year   | | Tear Me to Pieces                                            | SharpTone                     | продюсер, соавтор                     |
| 2024 | Linkin Park         | весь альбом | From Zero                                                    | Warner                        | ударные                               |